# Готфрид фон Бюлов
Готфрид фон Бюлов (на немски: Gottfried von Bülow; † 1258) е рицар от стария род Бюлов от Мекленбург.
Той е син на Детлеф фон Бюлов и внук на Готфрид фон Бюлов († сл. 1184). Брат е на рицар Йохан фон Бюлов († сл. 1250).  

## Фамилия
Готфрид фон Бюлов се жени за Аделхайд фон Роксин († 1258). Те имат три сина: 

- Йохан фон Бюлов (* ок. 1204; † ок. 1270), рицар, женен за Маргарета; имат четири деца
- Хайнрих II фон Бюлов († пр. 1267), рицар, княжески мекленбургски съветник; има син
- Готфред фон Бюлов; има син